# Pyhäntä

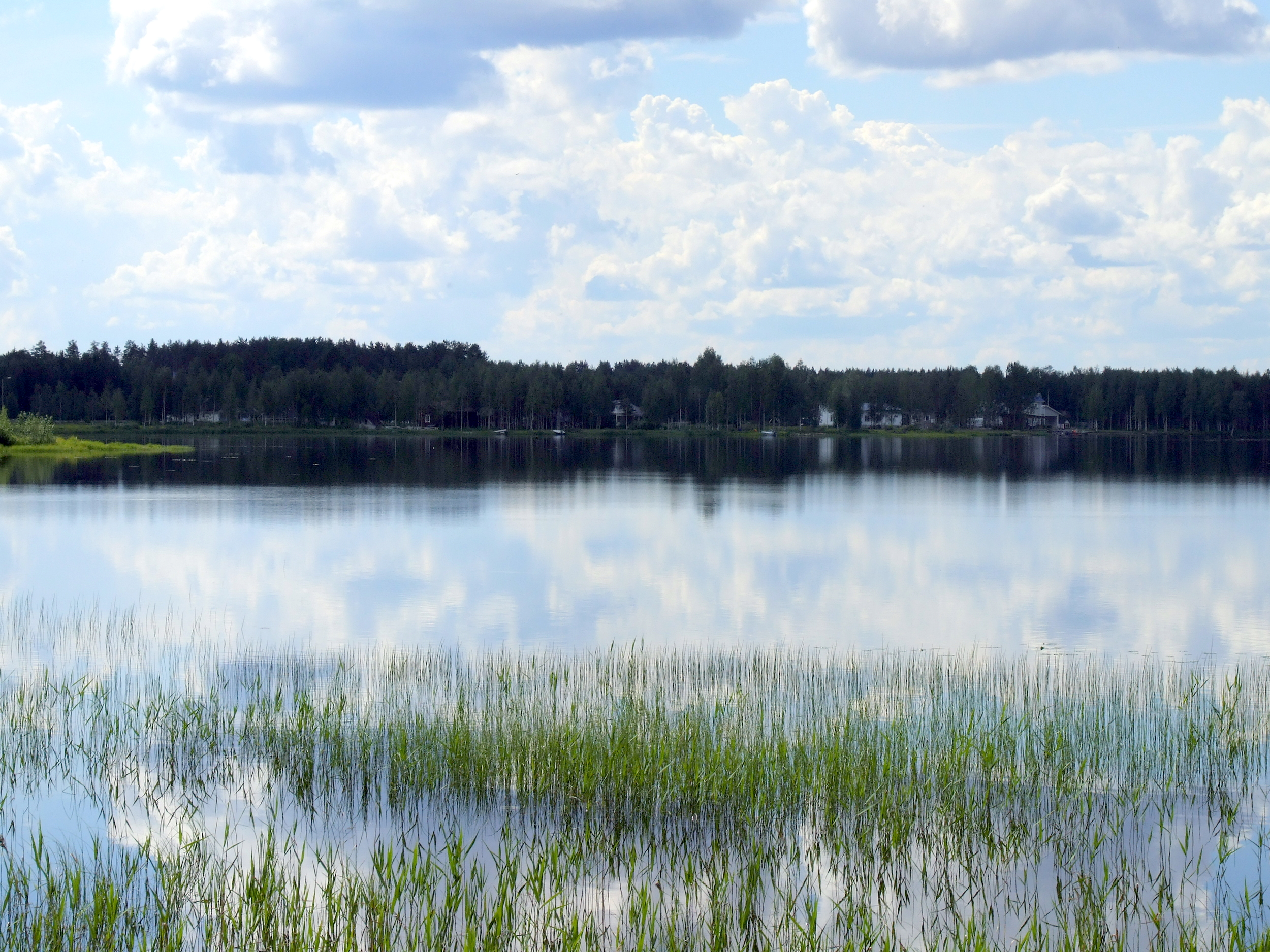
Lago Pyhännänjärvi.

Pyhäntä es un municipio de Finlandia. Se localiza en la provincia de Oulu y es parte de la región de Ostrobotnia del Norte. El municipio tiene una población de 1,591 (junio, 2015) y cubre un área de 847.48 km² de los cuales 36.72 km² son agua. La densidad de población es de 1.96 habitantes por kilómetro cuadrado. Sus municipios vecinos son: Kajaani, Kiuruvesi, Kärsämäki, Pyhäjärvi, Siikalatva, y Vieremä. El municipio es monolingüe y su idioma oficial es el finés.

## Naturaleza
Hay grandes y variadas áreas protegidas ubicadas en el municipio. Alrededor del 60% de la superficie está cubierta por pantanos. La variación de la superficie es mayor en comparación con el paisaje llano típico en Ostrobotnia. Uno de los mayores lagos de la región es el Iso Lamujärvi.

## Villas
Ahokylä, Ojalankylä, Lamujoki, Tavastkenkä, and Viitamäki.